# Отпор!
Отпор! је бивша политичка организација у Србији између 1998. и 2004. Водила је борбу за свргавање Слободана Милошевића са власти 2000. У новембру исте године, објављене су информације да је добијала значајна средства од организација владе САД, међу којима су Национални фонд за демократију (NED), Међународни републикански институт (IRI) и Агенција САД за међународни развој (USAID).
После свргавања Милошевића, Отпор! је покренуо кампање позивања нове владе на одговорност, залагање за демократске реформе и борбу против корупције, као и инсистирање на сарадњи са Хашким трибуналом. Убрзо после парламентарних избора 2003. утопио се у Демократску странку, пре чега је био део Демократске опозиције Србије.

## Настанак
Покрет је формиран у октобру 1998. године као одговор на нове законе о универзитетима и медијима који нису одговарали студентима. У почетку, Отпор је имао само активисте на београдском универзитету. После НАТО бомбардовања Савезне Републике Југославије, Отпор је започео политичку кампању против југословенског председника Слободана Милошевића. Широм земље, полиција је сузбијала активности Отпора, скоро 2000 активиста је ухапшено, неке су и пребијали. Током председничке кампање у септембру 2000. године, Отпор је започео своју кампању „Готов је” изражавајући незадовољство Милошевићем. Та кампања је била један од кључних потеза који су допринели паду Милошевићеве владе.
Отпор је на врхунцу своје делатности имао преко 70.000 активиста.

## Политичка странка
После пада Милошевића, покрет је обећао да ће сузбијати корупцију. Међутим, изгубио је много активиста, јер више није било толико велике мете после Милошевића, те је са падом напетости у друштву опало и занимање за Отпор. Отпор се трансформисао у политичку странку, а на парламентарним изборима 2003. године, освојили су само 62.116 (1,63%) гласова. На крају се Отпор утопио у Демократску странку (на челу са Борисом Тадићем) у септембру 2004. године.
По угледу на Отпор, основане су многе прозападне организације у Грузији, Украјини, Албанији, области Оброна у Русији, Узбекистану, Либану, Хрватској, Киргистану, Египту.

## Страна подршка и утицаји
Њујорк тајмс је писао да је Отпор функционисао захваљујући великом приливу новца из првенствено САД. Само једна од америчких организација УСАИД је за рушење Милошевића одвојила 25 милиона долара. Од тога је Отпор, како кажу, потрошио неколико стотина хиљада долара само у једној години.
Данијел Карингарт из Међународног републиканског института тврди да им је институт дао 1,8 милиона долара током 2000. године.
Многи антирежимски а уједно и прозападни покрети, имају слична обележја попут Отпора, па се често сматра да ове организације имају логистичку подршку из истог центра са Запада.
Неки студенти који су предводили Отпор су користили српске преводе књига Џина Шарпа о мирном протесту као теоретску базу за своју кампању.